# Noora Räty
Pour les articles homonymes, voir Räty.
Noora Helena Räty (née le 29 mai 1989 à Espoo) est une joueuse de hockey sur glace finlandaise .

## Carrière internationale

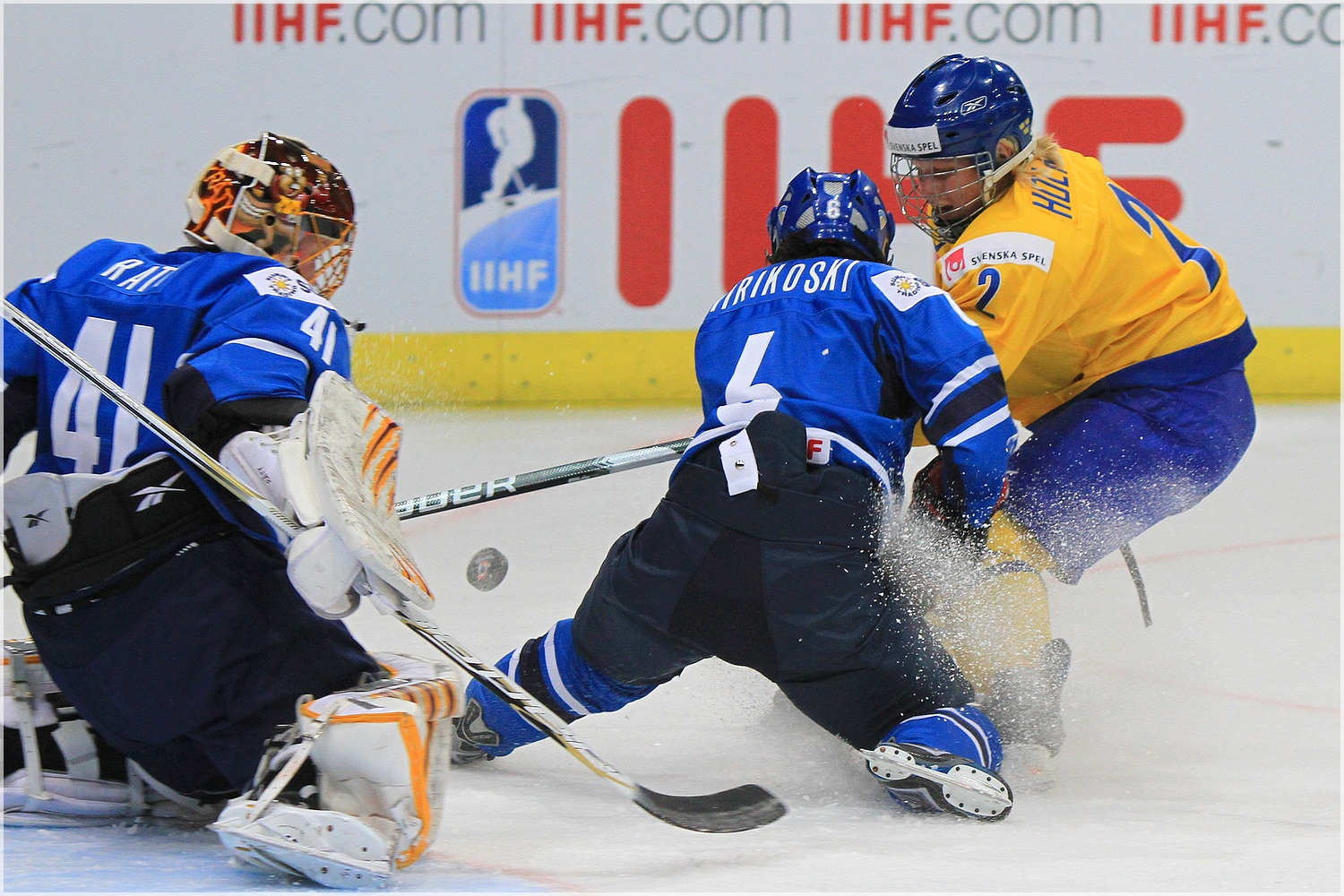
Trois hommes en train de jouer au hockey sur glace

Avec l'équipe de Finlande de hockey sur glace féminin, elle remporte la médaille de bronze aux Championnats du monde 2008, 2009 et 2011 et obtient la médaille de bronze aux Jeux olympiques d'hiver de 2010 à Vancouver et en 2018 à Pyeongchang.
Le 13 avril 2019, lors de son 200e match avec l'équipe nationale, elle permet à l'équipe d'atteindre pour la première fois à la finale du championnat du monde dans une victoire de 4 à 2 contre le Canada.